# BA-148
A BA-148 é uma rodovia estadual do estado da Bahia. Começa na cidade de Guajeru passando por um pequeno trecho do município de Rio do Antônio, entrando em Malhada de Pedras (onde também serve de trecho pra BR-030), Brumado, Dom Basílio, Livramento de Nossa Senhora, Rio de Contas, Jussiape, Abaíra, Piatã, Boninal, Seabra (servindo de trecho também para a rodovia federal BR-242), Barra do Mendes, Ibipeba, Ibititá, Irecê, São Gabriel e terminando na cidade de Jussara já no norte baiano.
A rodovia é de suma importância tanto no setor turístico quanto econômico. A BA-148 percorre toda a Chapada Diamantina, que é muito visitada todos os anos, do sul ao norte; e também interliga diversas cidades importantes do interior baiano como Seabra, Irecê, Brumado, etc.
Apesar disso, a via ainda conta com um longo trecho sem pavimentação localizado entre o entrocamento com a BR-242 e Barra dos Mendes, com 88 km de estrada de terra. Contudo, alguns trechos da BA-148 foram recuperados em maio de 2015 como o que liga a cidade de Jussiape a Abaíra e o que liga São Gabriel a Jussara, ambos inaugurados em 2014. Em 2015 também foi entregue a pavimentação do trecho Guajeru - Malhada de Pedras (onde 23 quilômetros foram asfaltados) no centro-sul do estado com investimentos de 10 milhões de reais do governo estadual e que beneficiou os cerca de 500 veículos por dia que passam naquela porção.
O trecho entre o entroncamento da BR-242 e a cidade de Abaíra ganhou uma recuperação, sendo reinaugurado no início de 2021.

## Trajeto
O trajeto da BA-148 cruza os seguintes municípios, todos no estado da Bahia:
| Município                   | Microrregião                          | Mesorregião                        |
| Guajeru                     | Microrregião de Brumado               | Mesorregião do Centro-Sul Baiano   |
| Rio do Antônio              | Microrregião de Brumado               | Mesorregião do Centro-Sul Baiano   |
| Malhada de Pedras           | Microrregião de Brumado               | Mesorregião do Centro-Sul Baiano   |
| Brumado                     | Microrregião de Brumado               | Mesorregião do Centro-Sul Baiano   |
| Dom Basílio                 | Microrregião de Livramento do Brumado | Mesorregião do Centro-Sul Baiano   |
| Livramento de Nossa Senhora | Microrregião de Livramento do Brumado | Mesorregião do Centro-Sul Baiano   |
| Rio de Contas               | Microrregião de Seabra                | Mesorregião do Centro-Sul Baiano   |
| Jussiape                    | Microrregião de Seabra                | Mesorregião do Centro-Sul Baiano   |
| Abaíra                      | Microrregião de Seabra                | Mesorregião do Centro-Sul Baiano   |
| Piatã                       | Microrregião de Seabra                | Mesorregião do Centro-Sul Baiano   |
| Boninal                     | Microrregião de Seabra                | Mesorregião do Centro-Sul Baiano   |
| Seabra                      | Microrregião de Seabra                | Mesorregião do Centro-Sul Baiano   |
| Barra do Mendes             | Microrregião de Irecê                 | Mesorregião do Centro-Norte Baiano |
| Ibipeba                     | Microrregião de Irecê                 | Mesorregião do Centro-Norte Baiano |
| Ibititá                     | Microrregião de Irecê                 | Mesorregião do Centro-Norte Baiano |
| Irecê                       | Microrregião de Irecê                 | Mesorregião do Centro-Norte Baiano |
| São Gabriel                 | Microrregião de Irecê                 | Mesorregião do Centro-Norte Baiano |
| Jussara                     | Microrregião de Irecê                 | Mesorregião do Centro-Norte Baiano |